# Manuëla Kemp
Manuëla (Maan) Kemp (Kwadijk, 13 februari 1963 – Hilversum, 17 januari 2025) was een Nederlandse zangeres en tv-presentatrice. Ze stond bekend om haar losse stijl en hese stem.

## Jeugd
Maan Kemp werd geboren in de Noord-Hollandse plaats Kwadijk. Haar ouders scheidden toen ze drie jaar oud was. Haar vader Joop Kemp verhuisde naar De Beemster en later Groningen en werd kunstenaar, terwijl zij en haar oudere zus bij hun moeder bleven wonen. Haar moeder Manuëla Toorenburgh was gereformeerd, in huis klonk klassieke muziek en televisie kijken was beperkt tot het journaal. De echtscheiding van haar ouders werd in het dorp niet geaccepteerd, wat leidde tot roddels en pesterijen.

## Loopbaan
In de jaren tachtig begon ze haar carrière als zangeres. Ze werkte samen met Nancy Boyd en zong later in de meidengroep The Revellettes. In 1990 maakte ze de overstap naar televisie toen Joop van den Ende haar vroeg voor de presentatie van het onderdeel de Nationale Postcode Loterij in het quizprogramma De 64.000 gulden vraag met Jos Brink. Daarna was ze onder andere te zien in Eigen Huis & Tuin, Wie-O-Wie, Twee Vrouwen op Stap in..., Maan bij Nacht, Het Swingpaleis en De vrienden van Amstel LIVE, waar ze ook zelf in zong. Ook presenteerde ze voor de KRO Markant Nederland. 
In april 2000 stond ze met een naaktreportage in de Nederlandse Playboy. Datzelfde jaar kwam haar eigen cd Slapeloze nachten met dertien Nederlandstalige liedjes uit en in 2004 deed zij mee aan het Nationale Songfestival met het liedje In het licht van jouw ogen. Omstreeks april 2006 werkte ze als freelance televisiepresentator, maar er waren geen concrete plannen om een bepaald televisieprogramma te gaan presenteren en ze trad in die tijd vooral op met haar bands. Met een daarvan, Girls Wanna Have Fun, sloot ze half april 2006 een theatertournee af die twee maanden had geduurd en trad ze ook in later jaren nog op.
In 2007 trad ze regelmatig op in Nederland op een evenement dat De undercoversessies van Prof. Nomad heet. Daarbij gaf ze verschillende tribute-optredens van Kate Bush, Herman Brood en The Rolling Stones. Tijdens het festival Oerol was zij elk jaar te zien met haar band Cheddarheadz. Vanaf december 2007 presenteerde Kemp iedere werkdag een radioprogramma op Arrow Classic Rock. Daarnaast trad ze op met de coverband de Chicklets, bestaande uit Kemp, Mieke Stemerdink (De Gigantjes), Lies Schilp en Inge Bonthond alias The Bombitas (Herman Brood & His Wild Romance, Gruppo Sportivo) en de in Californië geboren Janice Williams (Girls Wanna Have Fun).
Sinds augustus 2014 was Kemp samen met Henk Mouwe de vaste presentatrice van het NPO Radio 5-programma Wekker Wakker van Omroep Max. Na het pensioen van Mouwe was Kemp vanaf 1 januari 2018 samen met Henkjan Smits dagelijks op NPO Radio 5 te horen in het programma De Max! van 18.00 tot 20.00 uur. In april 2022 stopte Kemp vanwege gezondheidsproblemen met het programma. In januari 2023 maakte ze haar opwachting bij de jubileumeditie van De Vrienden van Amstel LIVE!.

## Privéleven

### Relaties
Kemp had van 1993 tot 2000 een relatie met Jeroen Pauw. In 2008 kreeg ze een relatie met Revolver-hoofdredacteur Tjerk Lammers, met wie ze in september 2009 op het Griekse eiland Simi trouwde.

### Ongeluk en overlijden
Op 7 december 2024 raakte Kemp ernstig gewond bij een eenzijdig scooterongeval in het Portugese Loulé. Sindsdien lag zij in een ziekenhuis in Faro in coma. Begin januari werd duidelijk dat ze door de klap ernstig hersenletsel had opgelopen dat niet meer te herstellen was, en dat ze binnen afzienbare tijd zou overlijden. Nadat ze naar Nederland was overgebracht, overleed ze op 17 januari 2025 op 61-jarige leeftijd in het Tergooi-ziekenhuis in Hilversum. Ze werd op 24 januari 2025 begraven op Zorgvlied.

## Tv-programma's
RTL 4
- De 64.000 gulden Vraag (copresentatrice van Jos Brink)
- Wedden dat..?
- Straat op Stelten (locatiepresentatie prijzen Postcode Loterij)
- Van Kleedingh, Kosmetica & Andere Saeken
- Gezondheid
- Eigen Huis & Tuin
- Het Swingpaleis
- De Heeren van Amstel Live / De vrienden van Amstel LIVE
- RTL Live (1 week, samen met Jan de Hoop)
- RTL Dossier
- De Vrienden van Amstel Live EK (samen met Willem van Hanegem)
- Follow That Dream: Alles Voor De Band
- Dayzers donderdag / Dayzers zondag

KRO
- Maan Bij Nacht
- Markant Nederland
- Ander Afrika
- Wie-o-wie
- KRO's Service Uur

Yorin
- Bobo's in the Bush

Talpa
- jurylid NIX Factor
- jurylid In De Huid Van...

EO
- De Pelgrimscode (2011, kandidate)

Omroep MAX
- Evergreen Top 1000 (samen met Henkjan Smits)

## Radio
- Wekker Wakker (Omroep MAX, NPO Radio 5)
- De Max! (Omroep MAX, NPO Radio 5)

- MusicBrainz: c18536b6-3100-4fdb-bada-f71fdafe1da3